# Nina Hartstone
Nina Hartstone é uma sonoplasta britânica. Como reconhecimento, ganhou o Óscar 2019 na categoria de Melhor Edição de Som por Bohemian Rhapsody (2018).